# Compositae Indicae
Compositae Indicae (abreviado Compos. Ind.) es un libro de botánica que fue escrito por el botánico, pteridólogo inglés Charles Baron Clarke. Fue publicado en Londres en el año 1876, con el nombre de Compositae Indica Descriptae et Secus Genera Benthamii Ordinatae. Calcutta, Bombay, London.